# Altos de Chipión
Altos de Chipión är en ort i Argentina.   Den ligger i provinsen Córdoba, i den centrala delen av landet, 600 kilometer nordväst om huvudstaden Buenos Aires. Altos de Chipión ligger 109 meter över havet och antalet invånare är 1 512.
Terrängen runt Altos de Chipión är platt. Runt Altos de Chipión är det glesbefolkat, med 14 invånare per kvadratkilometer..
Trakten runt Altos de Chipión består till största delen av jordbruksmark.